# Sarmato
Sarmato är en ort och kommun i provinsen Piacenza i regionen Emilia-Romagna i Italien. Kommunen hade 2 847 invånare (2018).